# Elencos da Europeada de 2016
Abaixo os elencos do Campeonato Europeu de Minorias de 2016 (Europeada).

## Grupo A

### Ladinia
| Jogador             | Equipe               |
| ------------------- | -------------------- |
| Paolo Adami         | ACD Val Badia        |
| Manuel Bernard      | Fassa                |
| Patrizio Cigolla    | Fassa                |
| Nicolò Cinelli      | Fassa                |
| Cristoforo Debertol | Fassa                |
| Giovanni Deflorian  | Fassa                |
| Alex Demetz         | FC Südtirol Jugend   |
| Alex Elzenbaumer    | US La Val            |
| Aron Kostner        | FC Gherdeina         |
| Manuel Mellauner    | US Rina              |
| Peter Mittermair    | FC Gherdeina         |
| Marco Mutschlechner | ASC Mareo            |
| Davide Porcu        | Fassa                |
| Florian Rubatscher  | ASV Steinegg         |
| Alex Stampfer       | ACD Val Badia        |
| Luca Werdaner       | FC Gherdeina         |
| Comissão Técnica    |                      |
| Patrick Dapunt      | Técnico              |
| Christian Alfreider | Treinador Assistente |
| Markus Winkler      | Treinador Assistente |
| Giorgio Costabiei   | Chefe da equipe      |
| Gerhard Ploner      | Assistente           |
| Marco Moling        | Meios de comunicação |

### Tártaros da Crimeia
| Jogador           | Equipe                        |
| ----------------- | ----------------------------- |
| Shevket Dzhaparov |                               |
| Ennan Ashyrov     |                               |
| Timur Kanataiev   |                               |
| Arsen Yakubov     |                               |
| Lenzi Ablitarov   |                               |
| Diliaver Osmanov  |                               |
| Elzar Abliamitov  |                               |
| Ibragim Aliyev    |                               |
| Fikret Alimov     |                               |
| Rustem Ablaiev    |                               |
| Artur Temirov     |                               |
| Taliat Bielialov  |                               |
| Isliam Useinov    |                               |
| Comissão Técnica  |                               |
| Elvin Kadyrov     | Chefe da equipe               |
| Elnur Amietov     | Assistente do chefe da equipe |

### Turcos da Trácia
| Jogador | Equipe |
| ------- | ------ |
| [ 3 ]   |        |

- Turcos da Trácia desistiram antes do começo da competição

### Húngaros da Romênia
| Jogador              | Equipe              |
| -------------------- | ------------------- |
| Norbert David        | Nyárádszereda       |
| Zoltán Miklós        | Sepsiszentgyörgy    |
| Robert Oprea         | Nyárádszereda       |
| Lászlo Bodor         | Kolozsvár           |
| Norbert Dénes        | Sepsiszentgyörgy    |
| Szilárd Csíki        | Nyárádszereda       |
| Robert Imre Jakab    | Sepsiszentgyörgy    |
| Sándor Tóth          | Nyárádszereda       |
| Zoltán Veress        | Nyárádszereda       |
| Ákos Süto            | Sepsiszentgyörgy    |
| Botond Novák         | Nyárádszereda       |
| Károly Császár       | Nyárádszereda       |
| Zsolt Grabán         | Kolozsvár           |
| Levente Novák        | Kolozsvár           |
| Balázs Székely       | Sepsiszentgyörgy    |
| Szilamér Antal       | Csíkszereda         |
| Attila-Botond Bartók | Sepsiszentgyörgy    |
| Soma Könczei         | Kolozsvár           |
| Adorján Jakab        | Kolozsvár           |
| Sándor Csíki         | Nyárádszereda       |
| Comissão Técnica     |                     |
| Károly Karácsony     | Gálfava (Treinador) |

## Grupo B

### Minorias da Estônia
| Jogador               | Idade          | Nacionalidade   |
| --------------------- | -------------- | --------------- |
| Aleksander Kalinin    | 1987 (29 anos) | Moldávio        |
| Erü Dimitri Tarasenko | 1989 (27 anos) | Letônio         |
| Tarmo-Erik Hutunnen   | 1994 (22 anos) | Finlandês       |
| Hans-Gabriel Siim     | 1994 (22 anos) | Estoniano       |
| Mirza Gassimov        | 1995 (21 anos) | Azerbaidjano    |
| Rauf-Roman Mihailov   | 1995 (21 anos) | Turcomeno       |
| Ivan Vakull           | 1986 (30 anos) | Bielorrusso     |
| Spartak Ljasenko      | 1988 (28 anos) | Quirguiz        |
| Levani Laglilava      | 1991 (25 anos) | Georgiano       |
| Dmitri Martsenko      | 1980 (26 anos) | Russo           |
| Artur Lipnikov        | 1979 (37 anos) | Russo           |
| Pavel Gabrieljan      | 1991 (25 anos) | Armênio         |
| Mikhail Lyashenko     | 1960 (56 anos) | Quirguiz        |
| Radzivil Dmytro       | 1991 (25 anos) | Ucraniano       |
| Comissão Técnica      |                |                 |
| Ossip Skultsus        |                | Treinador       |
| Ants Juhvelt          |                | Chefe da equipe |

### Romanche
| Jogador              | Idade          | Equipe                    |
| -------------------- | -------------- | ------------------------- |
| Gion Ursin Alig      | 1994 (22 anos) | CB Lumnezia               |
| Matias Alig          | 1997 (19 anos) | CB Lumnezia               |
| Stephan Berni        | 1985 (31 anos) | US Schluein Ilanz         |
| Andri Bundi          | 1988 (28 anos) | US Schluein Ilanz         |
| Flurin Bundi         | 1986 (30 anos) | US Schluein Ilanz         |
| Ronny Caduff         | 1990 (26 anos) | CB Lumnezia               |
| Flurin Capaul        | 1995 (21 anos) | US Schluein Ilanz         |
| Marco Giusep Cavegn  | 1990 (26 anos) | US Schluein Ilanz         |
| Marco Demont         | 1995 (21 anos) | CB Lumnezia               |
| Matiu Dermont        | 1991 (25 anos) | CB Laax                   |
| Luzi Dermont         | 1991 (25 anos) | US Schluein Ilanz         |
| Ramon Derungs        | 1988 (28 anos) | US Schluein Ilanz         |
| Gabriel Derungs      | 1983 (33 anos) | US Schluein Ilanz         |
| Mathias Flepp        | 1996 (20 anos) | US Danis-Tavanassa        |
| Pascal Gamboni       | 1977 (39 anos) | sem clube                 |
| Christoffel Giger    | 1990 (26 anos) | FC Sedrun/Disentis        |
| Pietro Jacomet       | 1996 (20 anos) | CB Trun/Rabius            |
| Rafael Machado Gomes | 1995 (21 anos) | Chur 97                   |
| Gion Andrea Nay      | 1987 (29 anos) | US Schluein Ilanz         |
| Tiziano Vinzens      | 1993 (23 anos) | US Schluein Ilanz         |
| Comissão Técnica     |                |                           |
| Eros Bonolini        |                | Treinador                 |
| Franco Curschellas   |                | Jogador-Treinador         |
| David Flepp          |                | Chefe da equipe e jogador |

### Croatas na Sérvia
| Jogador             | Equipe               |
| ------------------- | -------------------- |
| Aleksander Naglic   | Radnicki             |
| Davor Poljakovic    | Backa                |
| Kristijan Corba     | sem clube            |
| Bojan Usumovic      | Backa                |
| Davor Rajkovaca     | Senta                |
| Damir Lukac         | sem clube            |
| Dario Vojnic        | Backa                |
| Dejan Kekezovic     | Tisa                 |
| Bojan Kujunzic      | Tavankut             |
| Mladen Vizin        | Tavankut             |
| Igor Skenderovic    | Tavankut             |
| Milan Petres        | Sombor               |
| Veljko Vojnic       | Tisa                 |
| Igor Tumbas         | sem clube            |
| Dejan Godar         | Tavankut             |
| Stefan Lebovic      | Bajsa                |
| Damir Zeljko        | Cementarnica         |
| Slaven Jurisa       | Pancevo              |
| Filip Ilovac        | Subotica             |
| Slavisa Stipancevic | Subotica             |
| Davor Simic         | Tavankut             |
| Comissão Técnica    |                      |
| Petar Kuntic        | Treinador principal  |
| Marinko Poljakovic  | Treinador primário   |
| Miodrag Erceg       | Treinador secundário |
| Ivan Budincevic     | Administrador        |

- Carachaio-Bálcaras desistiram e foram substituídos pelos Croatas na Sérvia

### Ciganos na Hungria
| Jogador           | Equipe                   |
| ----------------- | ------------------------ |
| György Juhász     | Békéscsaba 1912 Elöre SE |
| Ádám Viczián      | Békéscsaba 1912 Elöre SE |
| Zoltán Borbély    | Békéscsaba Jamina SE     |
| Béla Lakatos      | Kazinc-Barcika SC        |
| Ignácz Irhás      | Kazincbar-Cika SC        |
| Tamás Sárközi     | Kisterenye SE            |
| Milán Tarlósi     | Somos FC                 |
| Patrik Tarlósi    | Somos FC                 |
| Dávid Debreceni   | Somos FC                 |
| Dávid Puporka     | Somos FC                 |
| Donát Nyisalovits | Putnok SE                |
| Máté Zsilnszki    | Békéscsaba 1912 Elöre SE |
| Sándor Németh     | Oroszlány FC             |
| Péter Samu        | Bátaszék SE              |
| Dániel Petruska   | Móri FC                  |
| Ádám Lajos Bakk   | Füzes-Gyarmat SK         |
| József Kertész    | Ocsény SC                |
| Roland Szabó      | Szekszárd UFC            |
| Imre Bajnók       | Füzes-Gyarmat SK         |
| Máte Gábor        | Békéscsaba 1912 Elöre SE |
| Róbert Zsarnai    | Kazinc-Barcika SC        |
| Csaba Bencsik     | Békéscsaba 1912 Elöre SE |
| Comissão Técnica  |                          |
| Károly Földesi    | Treinador Principal      |
| Antal Schöffer    | Preparador do treino     |
| Istvan Mezei      | Chefe da equipe          |
| Zsolt Hegedüs     | Líder técnico            |

## Grupo C

### Húngaros da Eslováquia
| Jogador          | Idade          | Equipe                          |
| ---------------- | -------------- | ------------------------------- |
| Márk Nagy        | 1994 (22 anos) | FC Negyed                       |
| Dávid Mészáros   | 1988 (28 anos) | TJ Alószeli                     |
| Gergo Jonás      | 1994 (22 anos) | FK Tornalja                     |
| Gábor Renczes    | 1997 (19 anos) | TJ Alószeli                     |
| Szilárd Halák    | 1988 (28 anos) | TJ Alószeli                     |
| Dávid Zoller     | 1993 (23 anos) | OFK Nagygyöröd                  |
| Máté Köböl       | 1992 (24 anos) | STC Salgótarjan                 |
| Ádám Rusznák     | 1991 (25 anos) | FK Vágfarkasd                   |
| Peter Rangel     | 1987 (29 anos) | STC Salgótarjan                 |
| Erik Gányovics   | 1996 (20 anos) | FC Negyed                       |
| György Prágai    | 1996 (20 anos) | FC Galánta                      |
| Renáto Meszlényi | 1996 (20 anos) | FC Galánta                      |
| Viktor Busanszky | 1996 (20 anos) | FC Negyed                       |
| Márk Winklwer    | 1995 (21 anos) | FC Galánta                      |
| József Katona    | 1988 (28 anos) | NAFC Nagyabony                  |
| Ádám Érsék       | 1992 (24 anos) | NAFC Nagyabony                  |
| Zoli             | 1991 (25 anos) | FC Illésháza                    |
| Gyula Kalmár     | 1991 (25 anos) | FK Vágfarkasd                   |
| Lajos Kalmár     | 1989 (27 anos) | FC Negyed                       |
| Comissão Técnica |                |                                 |
| Laszló Molnár    |                | Treinador                       |
| Roland Szöcs     |                | Treinador assistente            |
| Szilárd Kantár   |                | Treinador de goleiros           |
| Zoltán Novota    |                | Treinador assistente secundário |
| Zoltán Horváth   |                | Massagista                      |
| Tibor Mikóczi    |                | Guarda                          |

### Alemães na Dinamarca
| Pos.             | Jogador                   | Idade          | Equipe                  |
| ---------------- | ------------------------- | -------------- | ----------------------- |
| GL               | Renè Schneider            | 1974 (42 anos) | sem clube               |
| GL               | Peter Feies               | 1979 (37 anos) | DGF Flensborg           |
| ZG               | Jonas Hansen              | 1987 (29 anos) | Bangsbo Freja           |
| ZG               | Svante Bastian Griffel    | 1971 (45 anos) | sem clube               |
| ZG               | Jens Juhl                 | 1986 (30 anos) | Hellevad I.F.           |
| ZG               | Torsten Rasmussen         | 1985 (31 anos) | Hellevad I.F.           |
| ZG               | Christoph Andresen        | 1987 (29 anos) | SV Tingleff             |
| ZG               | Lasse Tästensen           | 1992 (24 anos) | sem clube               |
| ZG               | Hauke Grella              | 1981 (35 anos) | sem clube               |
| ZG               | Paul Bucka Andresen       | 1978 (38 anos) | BBI SC Saxburg-Bülderup |
| MC               | Jakob Vikner              | 1994 (22 anos) | Aabenraa Boldklub       |
| MC               | Marc Jensen               | 1990 (26 anos) | DGF Flensborg           |
| MC               | Helge Bauck               | 1987 (29 anos) | C.E. Canyelles          |
| MC               | Dominik Dose              | 1986 (30 anos) | VfB Union Teuronia Kiel |
| MC               | Thore Naujeck             | 1990 (26 anos) | FC King George Esbjerg  |
| MC               | Peder Andersen            | 1977 (39 anos) | sem clube               |
| AT               | Simon Christensen         | 1992 (24 anos) | sem clube               |
| AT               | Christoph Samuel Hoff     | 1995 (21 anos) | TSV Amrum               |
| AT               | Lorcan Mensing            | 1994 (22 anos) | Grasten Boldklub        |
| AT               | Patrik Tamás Galambos     | 2001 (15 anos) | SV Tingleff             |
| Comissão Técnica |                           |                |                         |
|                  | Lars Bretschneider        |                | Treinador Principal     |
|                  | Sebastian Fischer         |                | Treinador assistente    |
|                  | Ulf-Mikael Iwersen (Uffe) |                | Chefe da equipe         |
|                  | Carsten Hartung Thomsen   |                | Assistente              |
|                  | Kirsten David-Schmid      |                | Assistente              |
|                  | Fie Lyngso Lund           |                | Médico                  |
|                  | Stephan Kleinschmidt      |                | Assistente Mascote      |

### Sórbios na Lusatia
| Jogador              | Equipe                     |
| -------------------- | -------------------------- |
| Hubertus Zschorlich  | SV Zeissig                 |
| Christoph Gloxyn     | Sokol Ralbitz/Horka        |
| Patrick Wocko        | SV Einheit Kamenz          |
| Sebastian Ziesch     | SG Crostwitz               |
| Fabian Koreng        | Sokol Ralbitz/Horka        |
| Karl Petrick         | FC Oberlausitz/Neugersdorf |
| Denny Krahl          | FSV Budissa Bautzen        |
| Peter Domaschke      | Sokol Ralbitz/Horka        |
| Simon Sauer          | SG Crostwitz               |
| Sebastian Böhm       | Sokol Ralbitz/Horka        |
| Felix Rehor          | SV Einheit Kamenz          |
| Robert Lehnart       | SG Nebelschütz             |
| Sebastian Bensch     | Sokol Ralbitz/Horka        |
| David Jursch         | SV Sankt Marienstern       |
| Jonas Krautschick    | FC Oberlausitz/Neugersdorf |
| Christian Bohmak     | Sokol Ralbitz/Horka        |
| Antonius Wade        | Sokol Ralbitz/Horka        |
| Dirk Scholze         | Sokol Ralbitz/Horka        |
| Sebastian Kindermann | FSV Budissa Bautzen        |
| Denny Gloxyn         | FSV Budissa Bautzen        |
| Fabian Böhm          | FV 06 Dresden Laubegast    |
| Tadej Ziesche        | SG Nebelschütz             |
| Comissão Técnica     |                            |
| Frank Rietschel      | Treinador                  |
| Andre Strelow        | Treinador assistente       |
| Marko Kowar          | Chefe da delegação         |
| Bernhard Delenk      | Chefe da equipe            |
| Daniel Rietschel     | Técnico                    |
| Frank Domsch         | Fisioterapeuta             |
| Martin Spittank      | Fisioterapeuta             |

### Eslovenos na Caríntia
| Jogador                  | Equipe               |
| ------------------------ | -------------------- |
| Darjan Aleksic           | SAK                  |
| Christian Dlopst         | ASV                  |
| Daniel Fratschko         | SAK                  |
| Gabriel Gregorn          | DSG Sele/Zell        |
| Florian Kelih            | DSG Sele/Zell        |
| Martin Kelih             | DSG Sele/Zell        |
| Miran Kelih              | DSG Sele/Zell        |
| Zdravko Koletnik         | SAK                  |
| Marjan Kropiunik         | SAK                  |
| Maximilian Kurner        | SAK                  |
| Florian Lampichler       | Klopeiner See        |
| Patrick Lausegger        | SAK                  |
| Rafael Lerchster         | SAK                  |
| Manuel Malle             | DSG Ferlach          |
| Markus Mikl              | SV Töplitsch         |
| Philipp Rakuschek        | DSG Sele/Zell        |
| Thomas Riedl             | Völkermarkt          |
| Simon Rustia             | DSG Sele/Zell        |
| Roman Sadnek             | SAK                  |
| Toni Smrtnik             | DSG Sele/Zell        |
| Matija Smrtnik           | Eisenkappel          |
| Nilo Smrtnik             | Eisenkappel          |
| Comissão Técnica         |                      |
| Marijan Veilk            | Treinador            |
| Marijan Smid             | Treinador Assistente |
| Simon Sadnek             | Chefe da equipe      |
| Marko Loibnegger         | Chefe da equipe      |
| Amela Baltic             | Fisioterapeuta       |
| Ivan Lukan Alexander Mak | Meios de comunicação |
| Mirko Isopp Marko Oraze  | Delegado             |

## Grupo D

### Arromenos
| Posição          | Jogador                  | Equipe              |
| ---------------- | ------------------------ | ------------------- |
| GL               | Gheorghe Mina            | sem clube           |
| GL               | Tanasel Alexandru Alexe  | sem clube           |
| ZC               | Mihai Scupra             | sem clube           |
| ZC               | Cristian Naca            | sem clube           |
| ZC               | Viorel Craciun           | Stiinta Slobozia    |
| ZC               | Ciprian Buicli           | sem clube           |
| ZC               | Stefan Popi              | sem clube           |
| ZC               | Silviu Dima              | sem clube           |
| ZC               | Nicea Pasata             | sem clube           |
| MC               | Stelian Carabas          | sem clube           |
| MC               | Mihai Stere              | sem clube           |
| MC               | Vasile Sicu              | Topologu            |
| MC               | Danut Stere              | sem clube           |
| MC               | Enache Pilici            | sem clube           |
| MC               | Alexandru Nicolae Bujicu | sem clube           |
| MC               | Dumitri Lapa             | sem clube           |
| MC               | Ionut Hristu             | sem clube           |
| AT               | Adrian Pitu              | sem clube           |
| AT               | Tanase Halep             | Topologu            |
| AT               | Decebal Curumi           | sem clube           |
| AT               | Nicolae Hertu            | Abatorul Slobozia   |
| AT               | Sterica Bala             | Stiinta Slobozia    |
| Comissão Técnica |                          |                     |
|                  | Constantin Gache         | Técnico             |
|                  | Panait Trantu            | Diretor de esportes |
|                  | Maria Cucliciu           | PR                  |
|                  | Florian Dima             | Staff Técnico       |

### Eslovacos na Hungria
| Jogador          | Idade          | Equipe                 |
| ---------------- | -------------- | ---------------------- |
| Attila Binges    | 1985 (31 anos) | Tótkomlós              |
| Máté Benis       | 2000 (16 anos) | Bakonycsernye BSE      |
| Gergo Puskár     | 1990 (26 anos) | Sg Beiseförth/Malsfeld |
| Gergo Cserni     | 1990 (26 anos) | Pilisszentinván SE     |
| Bence Szmetana   | 1992 (24 anos) | Pilisszentinván SE     |
| Dávid Murvai     | 1989 (27 anos) | Szabadkígyósi SZSC     |
| Máté Mészáros    | 1995 (21 anos) | Szeghalmi FC           |
| Viktor Krátky    | 1990 (26 anos) | Tótkomlósi TC          |
| Lajos Ibrányi    | 1991 (25 anos) | Tótkomlósi TC          |
| Pál Zelman       | 1989 (27 anos) | Domoszló SK            |
| Gábor Krajcs     | 1995 (21 anos) | Vésztoi SE             |
| Ákos Barta       | 1993 (23 anos) | Domoszló SK            |
| Róbert Furár     | 1993 (23 anos) | Szarvasi FC            |
| Dávid László     | 1991 (25 anos) | Tótkomlósi TC          |
| Dániel Zima      | 1997 (19 anos) | Szarvasi FC            |
| Bence Busa       | 1994 (22 anos) | Algyo SK               |
| Comissão Técnica |                |                        |
| Tamás Ondrejó    |                | Treinador              |
| János Benis      |                | Gerente técnico        |
| Dr. Zoltan Szabó |                | Chefe da equipe        |

### Dinamarqueses na Alemanha
| Jogador                | Idade          | Equipe              |
| ---------------------- | -------------- | ------------------- |
| Marcel Cartensen       | 1991 (25 anos) | DGF Flensborg       |
| Tore Wächter           | 1985 (31 anos) | FC Angeln 02        |
| Fabian Wobig           | 1986 (30 anos) | Husumer SV          |
| Leve Thomsen           | 1986 (30 anos) | TSV Nordmark Satrup |
| Tim Meyer              | 1989 (27 anos) | DGF Flensborg       |
| Ruwen Möller           | 1980 (36 anos) | DGF Flensborg       |
| Jonas Walter           | 1990 (26 anos) | ETSV Weiche         |
| Marcel Steiner         | 1990 (26 anos) | DGF Flensborg       |
| Lukas Linhardt         | 1994 (22 anos) | Odense/DK           |
| Kim Tonder             | 1988 (28 anos) | TSV Nord Harrislee  |
| Lukas Larsen           | 1994 (22 anos) | Aarhus 1900/DK      |
| Martin Steffensen      | 1990 (26 anos) | DGF Flensborg       |
| Jonathan Bruun Nielsen | 1995 (21 anos) | TSB Flensburg       |
| Erik Wegner            | 1995 (21 anos) | Slesvig IF          |
| Kolja Afriyie          | 1995 (21 anos) | sem clube           |
| Steffen Eglseder       | 1995 (21 anos) | TSB Flensburg       |
| Daniel Benzin          | 1992 (24 anos) | Grundhof            |
| Jaris Düring           | 1997 (19 anos) | Slesvig IF          |
| Nicolai Vosgerau       | 1985 (31 anos) | TSB Flensburg       |
| Comissão Técnica       |                |                     |
| Holger Bruhn           |                | Treinador           |
| Berni Petersen         |                | Treinador           |
| Kaj Andersen           |                | Diretor da equipe   |
| Thomas Richter         |                | Fisioterapeuta      |
| Kai Hensen             |                | Fisioterapeuta      |
| Rudolf Ehlerts         |                | Supervisor          |
| Reinhard Jacobsen      |                | Chefe da delegação  |

### Occitânia
| Posição          | Jogador               | Idade                             | Equipe                   |
| ---------------- | --------------------- | --------------------------------- | ------------------------ |
| GL               | Rémi Bilhere          |                                   | Blagnac FC               |
| GL               | Damien Graves         |                                   | Auch Football            |
| ZG               | Nicolas Touron        |                                   | ESC Montferrier RCO Agde |
| ZG               | Camille Boudet        |                                   | AS Béziers               |
| ZG               | Benoit Soro           |                                   | ESC Montferrier          |
| ZG               | Loïc Belhadj          |                                   | CE Palavas               |
| ZG               | Mathieu Irigoyemborde |                                   | Castelnau CFC            |
| ZG               | Mattéo Halbin         |                                   | RCO Agde                 |
| ZG               | Pierre Barremaecker   |                                   | FC Sète 34               |
| ZG               | Sylvain Blaise        |                                   |                          |
| MC               | Nabil Moussi          | 4 de março de 1988 (28 anos)      | St. Alban AFC            |
| MC               | Bastien Cantier       | 19 de janeiro de 1988 (28 anos)   | AS Montarnaud            |
| MC               | Ronald Rodas          | 26 de outubro de 1976 (40 anos)   | TOAC Auch Football       |
| MC               | Brice Martinez        | 3 de junho de 1989 (27 anos)      | ASP Magalas ESP Pézenas  |
| MC               | Julien Cantier        |                                   | AS Montarnaud            |
| MC               | Julien Déat           |                                   | St. Alban AFC            |
| MC               | Giovanni Giraudo      | 17 de janeiro de 1994 (22 anos)   | ASD Fossano Calcio       |
| AT               | Boris Massaré         |                                   | Braband IF               |
| AT               | Guillaume Lafuente    | 11 de fevereiro de 1983 (33 anos) | AS Fabrègues             |
| AT               | Mickäel Bertini       |                                   | SC Vinon Durance         |
| AT               | Quentin Chalut Natal  |                                   | FC Sète 34               |
| AT               | Nicolas Desachy       |                                   |                          |
| Comissão Técnica |                       |                                   |                          |
|                  | Nicolas Desachy       |                                   | Presidente               |
|                  | Didier Amiel          |                                   | Treinador                |
|                  | Paul Walcker          |                                   | Fisioterapeuta           |
|                  | José Olacia           |                                   | Cozinheiro               |

## Grupo E

### Ellan Vannin
| Posição          | Jogador             | Equipe                          |
| ---------------- | ------------------- | ------------------------------- |
| GL               | Glenn Walker        | Corinthians                     |
| GL               | Mathew Quirk        | Douglas                         |
| GL               | Christian Cellamare | Union Mills                     |
| ZG               | Ben Bradley         | St. George's                    |
| ZG               | Chris Cannell       | Corinthians                     |
| ZG               | Alex Harrison       | St. George's                    |
| ZG               | Tom Smith           | Laxey                           |
| ZG               | Harry Weatherill    | St. George's                    |
| ZG               | Jack MeVey          | St. George's                    |
| ZG               | Sam Caine           | St. George's                    |
| ZG               | Harry Rothwell      | St. John's United               |
| MC               | Connor Doyle        | St. George's                    |
| MC               | Frank Jones         | St. George's                    |
| MC               | Rhys Oates          | St. John's United               |
| MC               | Kane Ridings        | Corinthians                     |
| MC               | Sean Doyle          | Corinthians                     |
| MC               | Joshua Thomas       | DHSOB                           |
| MC               | Joey Morling        | St. George's                    |
| AT               | Calum Morrisey      | St. George's                    |
| AT               | Declan Sharkey      | Finn Harps                      |
| AT               | Furo Davies         | Rushen United                   |
| Comissão Técnica |                     |                                 |
|                  | Alan Rogers         | Gerente                         |
|                  | Dave Timmins        | Assitente Treinador de goleiros |
|                  | Alan Keane          | Treinador                       |
|                  | David Crennell      | Diretor de futebol              |
|                  | Gary Weightman      | Gerente de viagem da MIFA       |

### Alemães na Polônia
| Posição          | Jogador          | Idade          | Equipe               |
| ---------------- | ---------------- | -------------- | -------------------- |
| GL               | Fryderyk Wolny   | 1977 (39 anos) |                      |
| GL               | Szymon Jadasz    |                | MKS Gogolin          |
|                  | Mateusz Holynski | 1996 (20 anos) | Odra Opole           |
|                  | Rafal Koczwara   | 1984 (32 anos) | Silesia Lubomia      |
|                  | Krzysztof Renner | 1985 (31 anos) | Podlesianka Katowice |
|                  | Dawid Brehmer    | 1983 (33 anos) | Podlesianka Katowice |
|                  | Piotr Wolan      | 1990 (26 anos) | Podlesianka Katowice |
|                  | Adam Zajac       | 1991 (25 anos) | Podlesianka Katowice |
|                  | Slawomir Pecel   | 1987 (29 anos) |                      |
|                  | Thomas Schichta  |                | Start Dobrodzien     |
|                  | Damian Polok     |                | Victoria Chróscice   |
|                  | Andrzej Borosz   |                | Victoria Chróscice   |
|                  | Tomasz Copik     |                | Orzel Zlinice        |
|                  | Damian Kampa     |                | LZS Mechnice         |
| Comissão Técnica |                  |                |                      |
|                  | Tomasz Dlugosz   | 1981 (35 anos) | Co-Treinador         |
|                  | Dietmar Brehmer  |                | Treinador            |
|                  | Martin Lippa     |                | Assistente           |
|                  | Rafal Nocon      |                | Gerente da equipe    |
|                  | Piotr Komenda    |                | Fisioterapeuta       |
|                  | Mariusz Kowolik  |                | Jornalista           |

### Frísios do Norte
| Jogador             | Idade          | Equipe            |
| ------------------- | -------------- | ----------------- |
| Carsten Andresen    | 1993 (23 anos) | SV Frisia 03      |
| Bende Bartlefsen    | 1993 (23 anos) | SV Frisia 03      |
| Olde Bartlefsen     | 1989 (27 anos) | SV Frisia 03      |
| Marvin Bruhn        | 1994 (22 anos) | SV Frisia 03      |
| Matthias Bruhn      | 1988 (28 anos) | SV Frisia 03      |
| Jannik Drews        | 1994 (22 anos) | ETSV Weiche       |
| Jannik Heider       | 1988 (28 anos) | SV Frisia 03      |
| Daniel Johannsen    | 1986 (30 anos) | SV Frisia 03      |
| Leve Johannsen      | 1986 (30 anos) | SV Frisia 03      |
| Rasmus Jürgensen    | 1996 (20 anos) | SV Frisia 03      |
| Jannis Overlander   | 1994 (22 anos) | SV Frisia 03      |
| Lasse Paulsen       | 1993 (23 anos) | SV Frisia 03      |
| Erik Petersen       | 1991 (25 anos) | SV Frisia 03      |
| Oke Storm           | 1994 (22 anos) | SV Frisia 03      |
| Tim Wendt           | 1996 (20 anos) | SV Frisia 03      |
| Tobias Zuth         | 1996 (20 anos) | SV Frisia 03      |
| Comissão Técnica    |                |                   |
| Uwe Petersen        |                | Técnico           |
| Siegfried Martensen |                | Assistente        |
| Kai-Uwe Sönnichsen  |                | Gerente da equipe |
| Manfred C. Nissen   |                | Diretor           |

### Tirol do Sul
| Posição          | Jogador           | Equipe       |
| ---------------- | ----------------- | ------------ |
| GL               | Daniel Kaneider   | Bozner FC    |
| GL               | Patrick Psenner   | Ahrntal      |
| ZG               | Lukas Aichner     | St. Georgen  |
| ZG               | Roland Harrasser  | St. Georgen  |
| ZG               | Markus Fiechter   | Brixen       |
| ZG               | Manuel Prossliner | Brixen       |
| ZG               | Stefan Rellich    | Tramin       |
| ZG               | Hannes Steger     | Ahrntal      |
| MC               | Simon Greif       | Tramin       |
| MC               | Martin Pichler    | Tramin       |
| MC               | Elmar Haller      | St. Martin   |
| MC               | Stefan Pareiner   | Ahrntal      |
| MC               | Martin Ritsch     | St. Georgen  |
| MC               | Armin Rungg       | Partschins   |
| AT               | Matthias Bacher   | Naturns      |
| AT               | Lukas Hofer       | Virtus Bozen |
| AT               | Peter Mair        | Naturns      |
| AT               | Thomas Piffrader  | St. Georgen  |
| Comissão Técnica |                   |              |
|                  | Manni Villgrater  | Treinador    |
|                  | Thomas Piffrader  | Treinador    |

## Grupo F

### Sérvios na Croácia
| Jogador             | Idade          | Equipe               |
| ------------------- | -------------- | -------------------- |
| Marko Vujcic        | 1994 (22 anos) | PPG Rujevac          |
| Milos Mrkic         | 1989 (27 anos) | Petrova Gora         |
| Ljubomir Madercic   | 1996 (20 anos) | Petrova Gova         |
| Milos Musulin       | 1993 (23 anos) | Petrova Gora         |
| Bozidar Trbovic     | 1994 (22 anos) | Gomirje              |
| Mikhail Stipanovic  | 1996 (20 anos) | Gomirje              |
| Milan Rakas         | 1990 (26 anos) | PPG Rujevac          |
| Davor Majkic        | 1997 (19 anos) | PPG Rujevac          |
| Danijel Lukic       | 1999 (17 anos) | Petrova Gora         |
| Radomir Palic       | 1986 (30 anos) | Sindelic             |
| Srdan Dukic         | 1986 (30 anos) | Vidor Srijemske Laze |
| Aleksander Glamocak | 1982 (34 anos) | Borac Bobota         |
| Nikola Ilincic      | 1994 (22 anos) | BSK Bjelo Brdo       |
| Nenad Eric          | 1989 (27 anos) | HNK Vukovar 91       |
| Ognjen Knezevic     | 1993 (23 anos) | Bobota Agrar         |
| Nemanja Doric       | 1992 (24 anos) | BSK Bjelo Brdo       |
| Nikola Vida         | 1991 (25 anos) | Vuteks Vukovar       |
| Sanjin Durasevic    | 1998 (18 anos) | Gosk                 |
| Vuaksin Ocic        | 1999 (17 anos) | Vuteks Sloga         |
| Comissão Técnica    |                |                      |
| Zran Cugalj         |                | Treinador            |
| Nemanja Eremic      |                | Fisioterapeuta       |

### Alemães na Hungria
| Jogador            | Equipe               |
| ------------------ | -------------------- |
| Emil Koch          | Himesháza            |
| Zoltán Horváth     | Dunaharaszti         |
| Levente Gutai      | Somberek             |
| Ferenc Cseke       | Himesháza            |
| Gábor Törteli      | Lippó                |
| István Schmieder   | Hidas                |
| Róbert Muth        | Himesháza            |
| László Várfalvi    | Taksony              |
| Dávid Windischmann | Mohács               |
| Josua Reisz        | Lovászhetény         |
| Viktor Schneide    | Mitterndorf/Fischa   |
| Olivér Gáspár      | Pilisszentinván      |
| Dávid Klencsák     | Solymár              |
| Dávid Krikler      | Himesháza            |
| Jérome Reisz       | Lovászhetény         |
| Gábor Horváth      | Lovászhetény         |
| Péter Veit         | BW Stadl Paura       |
| Soma Vénosz        | Siklós               |
| Comissão Técnica   |                      |
| Zsuzsanna Kovács   | Chefe da organização |
| Ferenc Bauer       | Massagista           |

### Alemães na Russia
| Jogador                                                                                                  | Equipe                  |
| --- | ----------------------- |
| Alikhan Baitcaev                                                                                         |                         |
| Andrei Buller                                                                                            |                         |
| Alexey Vigul                                                                                             |                         |
| Ivan Vigul                                                                                               |                         |
| Artem Gafner                                                                                             |                         |
| Aleksander Genze                                                                                         |                         |
| Vladimir Gerdt                                                                                           |                         |
| Ilya Gerdt                                                                                               |                         |
| German Darkov                                                                                            |                         |
| Timur Dzebisov                                                                                           |                         |
| Denis Dmitrovich                                                                                         |                         |
| Yury Litke                                                                                               |                         |
| Sergei Paniugov                                                                                          |                         |
| Roman Repp                                                                                               |                         |
| Konstantin Takoev                                                                                        | Wladikawkas             |
| David Togoev                                                                                             | Wladikawkas             |
| Vladislav Tcengler                                                                                       |                         |
| Nikolai Sharlapov                                                                                        |                         |
| Artur Shleermakher                                                                                       |                         |
| Andrei Shreiner                                                                                          |                         |
| Ilia Shtein                                                                                              |                         |
| Petr Yanzin                                                                                              |                         |
| Comissão Técnica                                                                                         |                         |
| Andrej Rotermel                                                                                          | Treinador               |
| Vladimir Shved Alexey Zemlyanukhin                                                                       | Co-Treinador            |
| Natalia Altner Aleksandr Rotermel Robert Lipskiy Pavel Ekkert Oleg Shtraler Genrikh Martens Olga Martens | Vice-Presidente da FUEN |

### Cimbros
| Jogador                  | Equipe                  |
| ------------------------ | ----------------------- |
| Davide Iiriti            |                         |
| Michele Nicolussi Paolaz |                         |
| Umberto Bovi             | ASD Dribbiling          |
| Matteo Castellan         |                         |
| Manuele Nicolussi        |                         |
| Matteo Nicolussi Paolaz  | FC Calceranica          |
| Simone Nicolussi         | Altiplani Cimbri Calcio |
| Matteo Giongo            | Altiplani Cimbri Calcio |
| Alessandro Condini       | AC Trento               |
| Carlos Nicolussi Zaiga   |                         |
| Daniel Nicolussi Paolaz  | FC Calceranica          |
| Moreno Nicolussi Paolaz  | FC Calceranica          |
| Marco Carpentari         | Altiplani Cimbri Calcio |
| Marzio Piccinini         | Polisportiva Besenello  |
| Alessandro Gasperi       |                         |
| Devid Gasperi            |                         |
| Luca Nicolussi Paolaz    | FC Calceranica          |
| Daniele Carpentari       | Altiplani Cimbri Calcio |
| Nicolo Saponaro          |                         |
| Mirco Nicolussi Golo     |                         |
| Comissão Técnica         |                         |
| Enrico Bovi              |                         |
| Roberto Priolo           |                         |
| Lorenzo Baratter         |                         |

## Grupo X

### Sórbias na Lusatia
| Jogador               | Idade          | Equipe                  |
| --------------------- | -------------- | ----------------------- |
| Jadwiga Richter       | 1977 (39 anos) | SV Viktoria Räckelwitz  |
| Tereza Witschas       | 1991 (25 anos) | SV Viktoria Räckelwitz  |
| Janika Büttner        | 1984 (32 anos) | Bischofswerdaer FV 08   |
| Franziska Hellner     | 1984 (32 anos) | Bischofswerdaer FV 08   |
| Sophia Böhmak         | 1996 (20 anos) | Bischofswerdaer FV 08   |
| Julia Müller          | 1994 (22 anos) | SV Viktoria Räckelwitz  |
| Helena Büttner        | 1991 (25 anos) | SV Viktoria Räckelwitz  |
| Marie-Luise Petasch   | 1992 (24 anos) | Bischofswerdaer FV 08   |
| Chrystina Paschke     | 1987 (29 anos) | SV Viktoria Räckelwitz  |
| Maria Grundei         | 1989 (27 anos) | SV Viktoria Räckelwitz  |
| Maria Schkoda         | 1981 (35 anos) | SV Viktoria Räckelwitz  |
| Claudia Heiduschka    | 1974 (42 anos) | SV Viktoria Räckelwitz  |
| Lenka Fritzsche       | 1991 (25 anos) | FSV Hansa 07 Berlin     |
| Lubina Mitschke       | 1994 (22 anos) | SV Viktoria Räckelwitz  |
| Michaela Müller       | 1997 (19 anos) | SV Viktoria Räckelwitz  |
| Lara Brückner         | 2000 (16 anos) | Hoyerswerdaer SC 1919   |
| Elisabeth Schkoda     | 1995 (21 anos) | SV Viktoria Räckelwitz  |
| Anna Richter          | 1999 (17 anos) | Bischofswerdaer FV 08   |
| Jana Mögel            | 1990 (26 anos) | SV Viktoria Räckelwitz  |
| Nadia-Zamora Gonzales | 1995 (21 anos) | Bischofswerdaer FV 08   |
| Lydia Rachel          | 1996 (20 anos) | SV Viktoria Räckelwitz  |
| Michaela Domaschke    | 1990 (26 anos) | SV Viktoria Räckelwitz  |
| Comissão Técnica      |                |                         |
| Peter Bömak           |                | Treinador               |
| Andreas Rachel        |                | Gerente da equipe       |
| Thomas Hentschel      |                | Assistente do treinador |
| Alena Scholze         |                | Assistente              |
| Michaela Domaschke    |                | Fisioterapeuta          |
| Clemens Schkoda       |                | Relações públicas       |
| Jan Rehor             |                | Jornalista              |
| Jörg Stephan          |                | Fotografo               |
| Matej Christian Walde |                | Motorista               |

### Tirol do Sul
| Posição          | Jogador             | Equipe               |
| ---------------- | ------------------- | -------------------- |
| GL               | Manuela Kosta       | Pfalzen              |
| GL               | Andrea Rogen        | Natz                 |
| ZG               | Daniela Consolati   | Unterland            |
| ZG               | Manuela Ladstätter  | Brixen Obi           |
| ZG               | Ivonne Landthaler   | Pfalzen              |
| ZG               | Desiree Righi       | CF Südtirol          |
| ZG               | Veronika Winkler    | Riffian              |
| MC               | Verena Erlacher     | CF Südtirol          |
| MC               | Katrin Plankl       | CF Südtirol          |
| MC               | Denise Ferraris     | Unterland            |
| MC               | Sonja Kiem          | Red Lions Tarsch     |
| MC               | Daniela Kofler      | Obermais             |
| MC               | Nadine Nischler     | 1.FC Nürnberg        |
| AT               | Hannah Bielak       | Brixen Obi           |
| AT               | Anna Katharina Peer | Unterland            |
| AT               | Katharina Pföstl    | Obermais             |
| AT               | Stefanie Reiner     | Sterzing             |
| Comissão Técnica |                     |                      |
|                  | Ulrike Sanin        | Treinadora           |
|                  | Alex Gallmetzer     | Assitente do técnico |
|                  | Petra Sanin         | Gerente da equipe    |

### Occitânia
| Posição          | Jogador              | Equipe                     |
| ---------------- | -------------------- | -------------------------- |
| GL               | Noémie Cuberes       | Nimes Métropole            |
| GL               | Charlotte Ridoux     | ES Gueretoise AS Monaco FF |
| ZG               | Manon Alard          | Rodez AF                   |
| ZG               | Morgane Ritter       | Toulouse FC                |
| ZG               | Pauline Exposito     | US Castanet Tolosane       |
| ZG               | Laura Prouzet Garcia | ASPTT Montpellier          |
| ZG               | Isabelle Dedieu      | ASPTT Montpellier          |
| MC               | Solène Barbance      | Rodez AF                   |
| MC               | Laura Asensio        | Toulouse FC                |
| MC               | Manon Bruno          | ASPTT Montpellier          |
| MC               | Manon Agullo         | ASPTT Montpellier          |
| AT               | Farah Lagra          | FC St. Estève              |
| AT               | Laurie Saulnier      | Nimes Métropole            |
| AT               | Rose Lavaud          | AS Saint-Étienne           |
| AT               | Sarah Dernis         | FC St. Estève              |
| Comissão Técnica |                      |                            |
|                  | Sylvain Blaise       | Treinador                  |
|                  | Paul Walcker         | Fisioterapeuta             |
|                  | José Olacia          | Cozinheiro                 |
|                  | Maurizio Giraudo     | Musico Occitânico          |

## Grupo Y

### Ladinia
| Posição          | Jogador             | Equipe       |
| ---------------- | ------------------- | ------------ |
| GL               | Laura di Genova     | Klausen      |
| ZG               | Carolina Chizzali   | Val Badia    |
| ZG               | Marina Dorigo       | CF Fodom     |
| ZG               | Monica Moling       | CF Südtirol  |
| ZG               | Nadia Rizzi         | Fassa Calcio |
| ZG               | Valentina Zulian    | Fassa Calcio |
| ZG               | Monika Runggaldier  | Gherdeina    |
| MC               | Jessica del Negro   | CF Fodom     |
| MC               | Erica Rollo         | CF Fodom     |
| MC               | Maria Kerschbaumer  |              |
| MC               | Giuana Prugger      | Gherdeina    |
| MC               | Martina Menegoni    | CF Südtirol  |
| MC               | Eleonera Moroder    | Brixen Obi   |
| AT               | Federica Denicolò   | CF Fodom     |
| AT               | Elisa Depaul        | Fassa Calcio |
| AT               | Michaela Holzknecht | Gherdeina    |
| AT               | Iris Steinmayr      | Val Badia    |
| Comissão Técnica |                     |              |
|                  | Gianni Crepaz       | Treinador    |

### Romanche
| Jogador                     | Idade          | Equipe                                |
| --------------------------- | -------------- | ------------------------------------- |
| Nina Cadonau                | 1995 (21 anos) | US Schluein Ilanz                     |
| Ornella Columberg           | 1994 (22 anos) | US Schluein Ilanz                     |
| Tatjana Darms               | 1998 (18 anos) | US Schluein Ilanz                     |
| Gianna Lorena Decurtins     | 1994 (22 anos) | US Schluein Ilanz                     |
| Sina Demont                 | 1996 (20 anos) | US Schluein Ilanz                     |
| Nathalie Deplazes           | 1995 (21 anos) | US Schluein Ilanz                     |
| Lisa Dermont                | 1990 (26 anos) | US Schluein Ilanz                     |
| Dorathe Dolf                | 1990 (26 anos) | sem clube                             |
| Alexandra Flepp             | 1995 (21 anos) | sem clube                             |
| Anja Furger                 | 1995 (21 anos) | sem clube                             |
| Andrea Giger                | 1987 (29 anos) | sem clube                             |
| Elena Hartmann              | 1990 (26 anos) | sem clube                             |
| Chiara Innamorato           | 1993 (26 anos) | FC Thusis - Cazis                     |
| Gianna Christina Klucker    | 1997 (19 anos) | Caldwell University Cougars Athletics |
| Petronela Tgetgel           | 1995 (21 anos) | FC Thusis - Cazis                     |
| Fabiola Vincenz             | 1990 (26 anos) | sem clube                             |
| Leila Cadruvi               | 1995 (21 anos) | sem clube                             |
| Comissão Técnica            |                |                                       |
| Patrick Haltiner Gian Beeli | Treinador      | Treinador                             |
| Josefina Bonolini           | Assistente     | Assistente                            |

### Alemãs na Russia
| Jogador             | Equipe         |         |
| ------------------- | -------------- | ------- |
| Alina Viatkina      | Perm           |         |
| Angelina Grimberg   | Kemerowo       |         |
| Anastasiya Diyun    | Krasnojarsk    |         |
| Albina Ikkert       | Kemerowo       |         |
| Anhzhelika Irikina  | Omsk           |         |
| Natalia Kelbler     | Stawropol      |         |
| Anastasiia Kozlova  | Perm           |         |
| Viktoriia Kozlova   | Krasnojarsk    |         |
| Ekaterina Kozlova   | Perm           |         |
| Elena Muravyeva     | Omsk           |         |
| Olga Mukhina        | Marks          |         |
| Kristina Nurgalieva | Marks          |         |
| Mariia Oldenburger  | Moskau         |         |
| Diana Onianova      | Perm           |         |
| Alena Trushkina     | Krasnojarsk    |         |
| Ekaterina Tiunina   | Saratov Gebiet |         |
| Olga Kushnir        | Marks          |         |
| Kristina Kudrina    | Marks          |         |
| Comissão Técnica    |                |         |
| Irina Pinchuk       |                |         |
| Ekaterina Listarova |                |         |
| Irina Molchanova    |                |         |
| Arnold Rainik       |                |         |
| Elena Geidt         |                |         |
| Irma Belenina       |                |         |
| Faina Glazunova     | Doutora        | Doutora |
| Nina Lokhtacheva    |                |         |

## Outros

### Vale do Puster
| Jogador            | Equipe |
| ------------------ | ------ |
| Sven Kerschbaumer  |        |
| Hagen Niederkofler |        |
| Denis Kerrnki      |        |

- Vale do Puster substitui os Turcos da Trácia porem as partidas não foram contabilizadas

### Puschtra
| Jogador               | Equipe    |
| --------------------- | --------- |
| Rainer Patrick        |           |
| Oberhollenzer Simon   |           |
| Lahner Fabian         |           |
| Aichner Simon         |           |
| Mair Thomas           |           |
| Kirchler Markus       |           |
| Happacher Elias       |           |
| Gasteiger Martin      |           |
| Rainer Philipp        |           |
| Zimmerhofer Benjamin  |           |
| Maurer Philipp        |           |
| Comissão Técnica      |           |
| Grossgasteiger Jürgen | Treinador |

- Puschtra jogou no lugar dos Ciganos na Hungria porem não foi contabilizada